# 성은정
성은정(1999년 10월 31일~)은 대한민국의 골프 선수이다.